# Bärenquell-Brauerei
Als Bärenquell-Brauerei wird ein Ende des 19. Jahrhunderts bebautes Braugelände bezeichnet, das unweit des Bahnhofs Schöneweide an der Spree liegt. Erster Eigentümer war die Brauerei Borussia, die dann an die damalige Schultheiss-Brauerei AG verkauft wurde. Das Brauereigelände wurde stetig baulich erweitert. Als Berlin infolge der Bildung Groß-Berlin wuchs, befand sich die Brauerei im Ortsteil Niederschöneweide des Berliner Bezirks Treptow. Trotz mehrfacher gesellschaftlicher Umbrüche wurde dort weiterhin Bier gebraut und verkauft, allerdings musste die nun Bärenquell genannte Brauerei am 1. April 1994 aus wirtschaftlichen Gründen ihre Produktion einstellen. 

## Geschichte

Maschinen- und Sudhaus der Brauerei kurz vor 1910

Der Komplex an der heutigen Schnellerstraße, in unmittelbarer Nachbarschaft zur historischen Ausflugsgaststätte Neuer Krug gelegen, entstand als Brauerei Borussia, die von Max Meinert und dem Braumeister Alex Kampfhenkel 1882 gegründet worden war.
1898 wurde die Borussia-Brauerei durch die Schultheiss-Brauerei AG aufgekauft, die den Standort als Brauerei Schultheiss, Abteilung IV fortführte und erweiterte. Dabei wurde zusätzlich zur schmalen Fläche zwischen Spree und damaliger Berliner Straße (heute Schnellerstraße) ein weiteres Grundstück in nordwestlicher Richtung erworben. Die Aufgabe des Standortes im Schultheiss-Verbund war die Versorgung des Berliner Umlandes. 1949 erfolgte die Umbenennung in Schultheiss-Brauerei Niederschöneweide, 1954 schließlich in VEB Schultheiss-Brauerei Niederschöneweide. Aufgrund eines Magistrats-Beschlusses vom 26. März 1959 wurden die sechs Ost-Berliner Brauereien als juristische Personen mit Wirkung vom 1. April 1959 aufgelöst. An ihre Stelle trat mit gleicher Wirkung der Volkseigener Betrieb Berliner Brauereien und wurde damit Rechtsnachfolger. Die Produktionsstätte Niederschöneweide bekam den Namen Bärenquell-Brauerei.
Nach dem Ende der DDR übernahm 1990 die Treuhandanstalt den Volkseigenen Betrieb und privatisierte ihn als Bärenquell Brauerei Berlin GmbH mit dem Produkt Bärenquell Berliner Pilsener Spezial. 1991 erwarb schließlich die hessische Henninger Bräu AG die Marke und führte die Produktion am Standort Niederschöneweide zunächst weiter fort. 1993 stellte noch die Henninger Bräu AG einen Bauantrag, für den einige historische Gebäude hätten weichen müssen, der vom Bezirksamt Treptow mit dem Verweis auf den Denkmalschutz abgelehnt wurde. Zum 1. April 1994 wurde schließlich die Bierproduktion ganz eingestellt. Lediglich der Vertrieb von Henninger blieb einige Jahre weiter am Standort. Die weitere Bierproduktion von Bärenquell erfolgte zunächst in Kassel, ersetzt wurde dabei im Untertitel Berliner Pilsener Spezial das Wort „Berliner“ durch „Original“.
Nachdem Henninger zunehmend in finanzielle Probleme geraten war, letztlich auch selber von seinem hessischen Konkurrenten Binding-Brauerei übernommen wurde, verkaufte das Management die Namens- und Brauerei-Rechte an Bärenquell an die Brauhaus Preußen Pils GmbH in Pritzwalk. Diese produzierte es dort als weitere Marke neben der Hausmarke Preußen Pils. Die Oettinger Brauerei kaufte 2006 die Preußen Pils GmbH und stellte Ende 2008 die Produktion in Pritzwalk ein, so dass seit 2009 kein Bier der Marke Bärenquell mehr produziert wird.

## Architektur
Als Architekten und Baumeister wirkten an der seit den 1980er Jahren denkmalgeschützten Anlage vor allem Robert Buntzel, Emil Holland und Hans Otto Obrikat. Ein Großteil der Gebäude auf dem Gelände stammt aus dieser Zeit, während von der eigentlichen Brauerei Borussia nur noch zwei Gebäude erhalten sind, das Beamtenwohnhaus (1882), einst Wohnsitz des Braumeisters und weiterer Bediensteter, und das Verwaltungsgebäude (1888), Sitz des Direktors. Die beiden Letzteren sind in Planungen für das Gelände vom Abriss bedroht.
Der Brauereikomplex an der Schnellerstraße 137 umfasst im Einzelnen unter anderem
- das Beamtenwohnhaus (1882), Backsteingebäude mit betontem Mittelresalit, von Robert Buntzel
- das Verwaltungsgebäude (1888), im Neorenaissancestil mit Turmaufsatz, von Robert Buntzel
- das Flaschenlagergebäude (1901), mit historisierender neugotischer Begrenzungsmauer, von Hans Otto Obrikat
- die Fassfabrik und Fassholzlager (1902), langgestreckter neugotischer Flügelbau zur Straße hin, von Hans Otto Obrikat
- das Sud- und Maschinenhaus (1906), zentrales Brauereigebäude als viergeschossiger Mittelbau im Stile der Neugotik mit burgenartigem Erscheinungsbild, von Hans Otto Obrikat
- den Pferdestall mit Wasserturm (1910), im Stile der Neugotik, von Hans Otto Obrikat
- den Flaschenbierkeller mit Verladestation (1914)
- die Lagergebäude (1920)
- das Werkstattgebäude (1927), im Stile des Expressionismus
- das Wohnhaus (1927)
- das Bierlager mit Kühlturm (1928), im Stile des Expressionismus
- das Neue Sudhaus (1969), anstelle des ehemaligen Kesselhauses errichtet im Stile der internationalen Moderne.

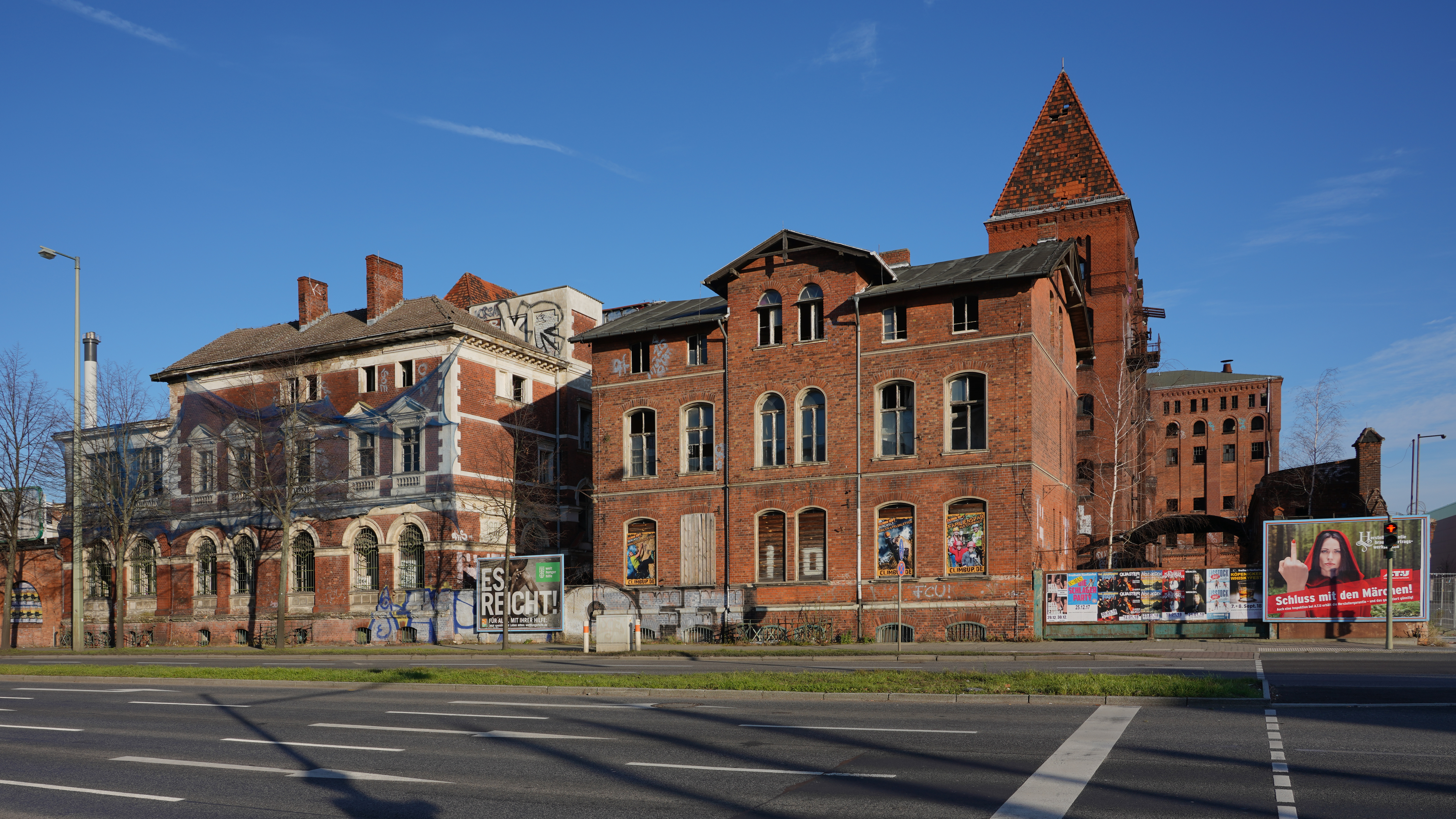
Verwaltungsgebäude und Beamtenwohnhaus
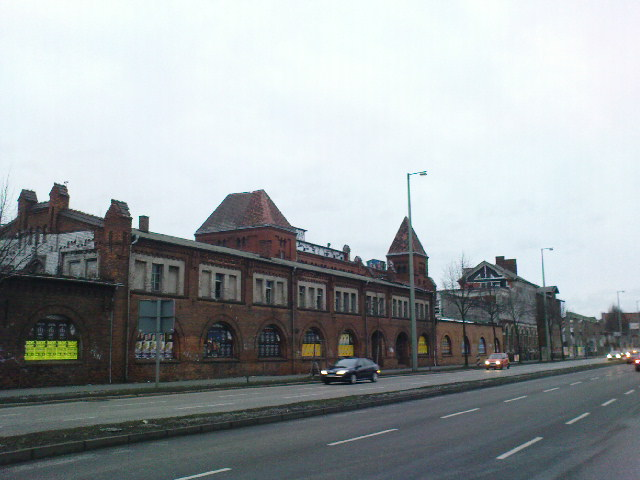
Fassfabrik
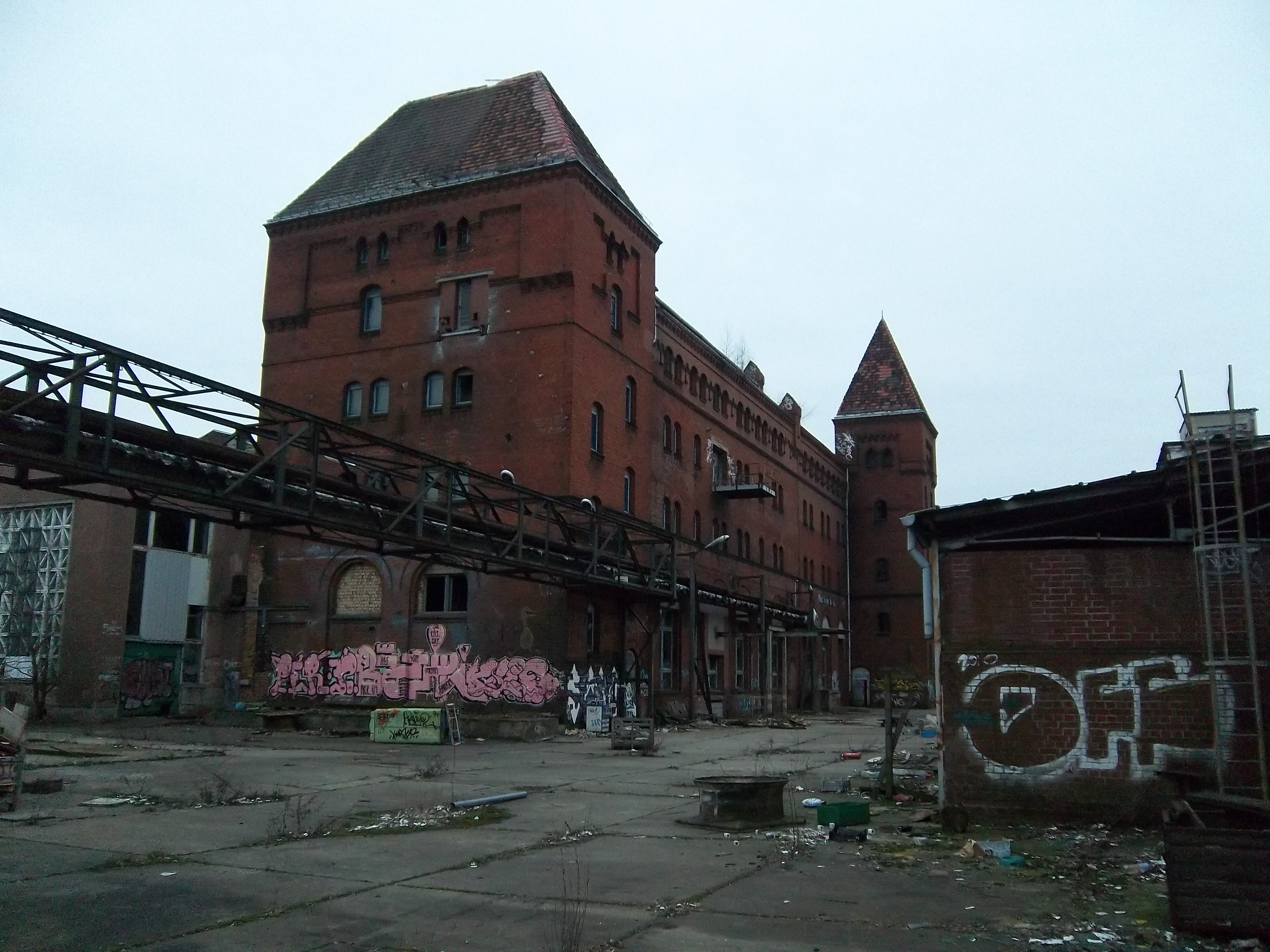
Maschinenhaus
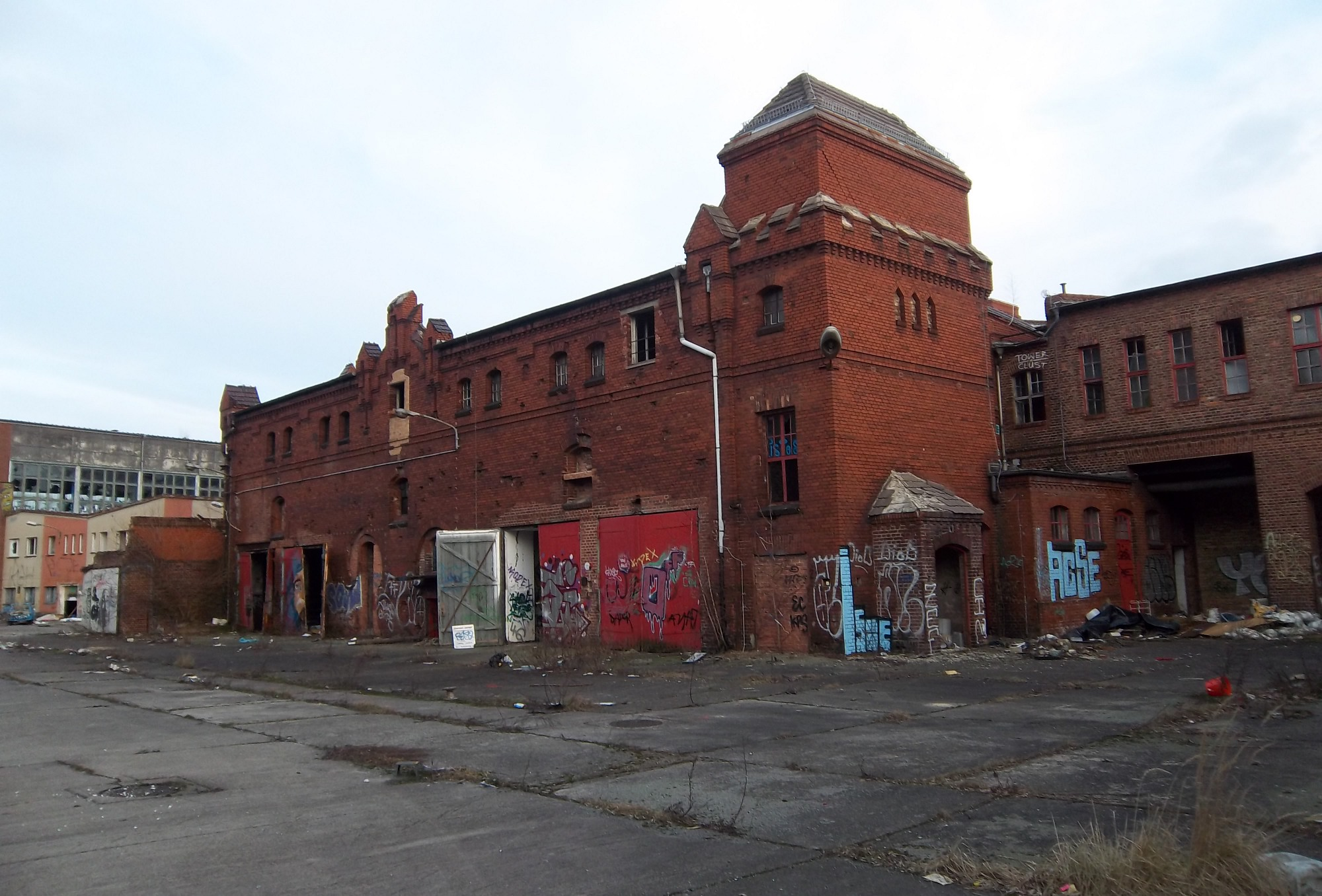
Früherer Pferdestall mit Inspektion
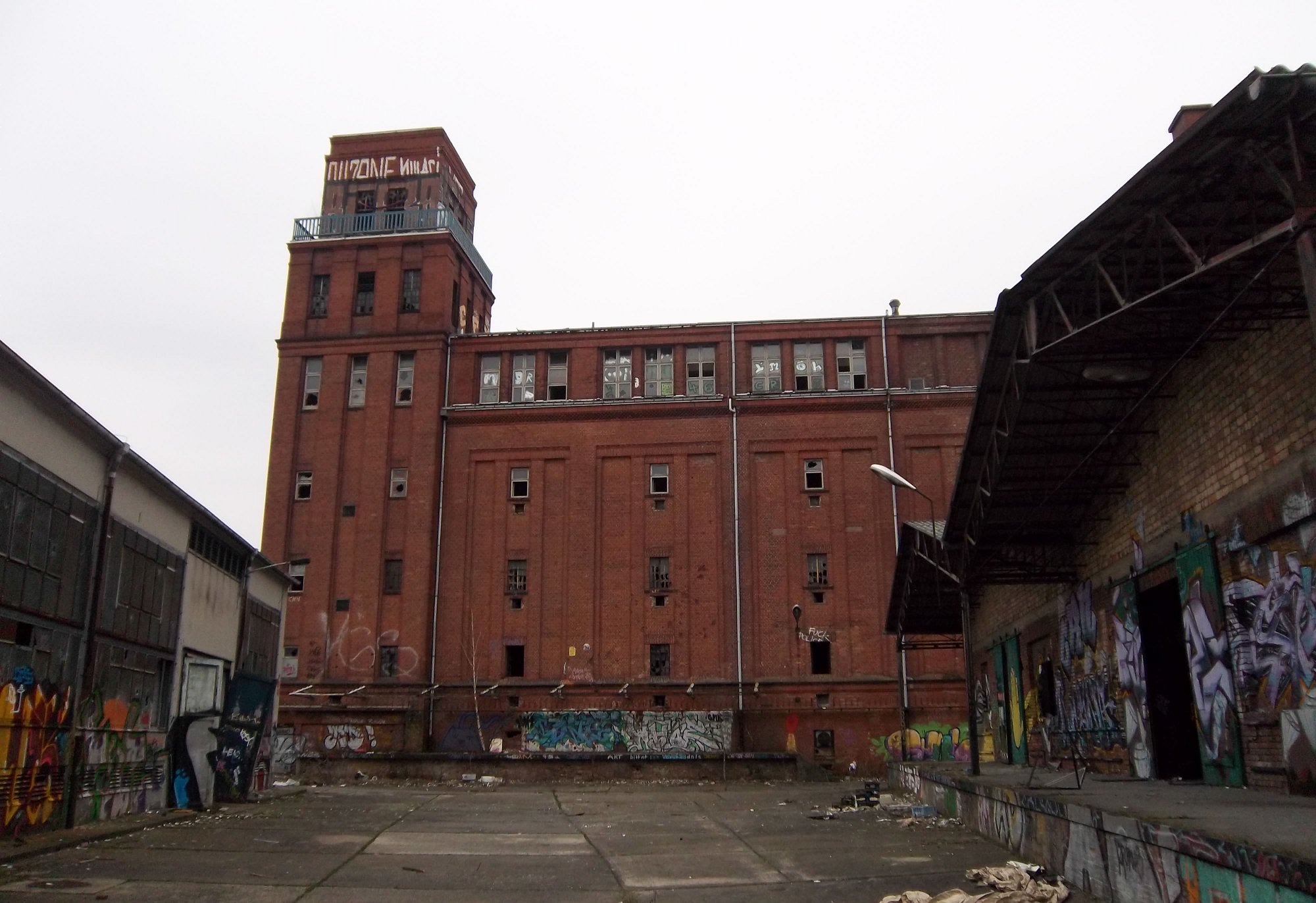
Bierlager mit Kühlturm

## Zustand, Planungen und Teil-Nutzung
Bis 2013 fand ein Bebauungsplanverfahren für die Errichtung eines Baumarktes statt. Dabei sollten mehrere Gebäude, wie auch die an der Straßenfront zur Schnellerstraße aus den Jahren 1882 bis 1902, aus dem Denkmalschutz entlassen und zugunsten eines Neubaus abgerissen werden. Erhalten bleiben sollten lediglich das Maschinen- und Sudhaus sowie das Bierlager mit Kühlturm auf der südöstlichen Seite des Komplexes.
Ein erneuter Eigentümerwechsel führte 2015 zum Stopp der Planungsarbeiten und zur Aufforderung, ein neues Nutzungskonzept vorzulegen. Das ist offenbar nicht geschehen, stattdessen gab es wiederum einen Verkauf der Flächen. So haben Vandalismus, Brandstiftung und Material-Diebstahl zum weiteren Verfall der Gebäude beigetragen. 
Im Jahr 2017 befand sich das Bärenquell-Areal im Besitz einer Objektgesellschaft eines Capital-Management-Konzerns, der eine Brückenfinanzierung zur Entwicklung des Areals in Höhe von 5,5 Mio. Euro vornahm. Der Berliner Projektentwickler hatte verschiedene Architektenteams mit Vorplanungen zu den Entwicklungsmöglichkeiten beauftragt, die „zu gegebener Zeit“ der Öffentlichkeit vorgestellt werden sollten. Realisiert wurde jedoch wieder nichts, aber es gab wiederum einen Verkauf, diesmal an die Gesellschaft Ofer Hava der Berliner Firma HCM Home Center Management. Diese sieht vor, die Gebäude zu sanieren und das gesamte Areal zu einem quirligen Quartier mit Büros, kleinen Betrieben, Cafés, Restaurants, Clubs und einem kleinen Brauereimuseum zu entwickeln. Das Maschinen- und Sudhaus möchte eine Universität übernehmen und nutzen. Auf Basis von Planungen der Büros Tschoban Voss Architekten und Jo Klein Architekten wurden bereits Bebauungspläne an das Bezirksamt Köpenick eingereicht und fünf Baugenehmigungen für Umbau und Umnutzung von Bestandsgebäuden erteilt. Die Eigentümer haben 2021 den offiziellen Baubeginn angezeigt. Ein Fertigstellungstermin ist noch nicht bekannt (Stand Ende April 2023).
Genutzt werden Teile des Areals, genannt Revier Südost, wo seit 2020 unterschiedliche Veranstaltungen und Flohmärkte stattfinden, auch ein Biergarten und ein Techno-Club haben sich angesiedelt.